# 自动变速器
自动变速器（英語：Automatic Transmission，縮寫：AT），又称自动挡，台湾称自排变速箱或自排，港澳称自动波箱或自动波，马新则称自动牙箱或自动牙。是一种可以在车辆行驶过程中自动改变齿轮传动比的汽车变速器，从而使驾驶员不必手动换档，也用于大型设备铁路机车。它與手排變速箱相對。另外，無段變速箱（CVT）、自動手排變速箱（AMT）與雙離合器變速箱（DCT）等，也均属自动变速器的一種。
自1950年代以来，绝大部分在美国销售的汽车都是采用自动变速器的，但在欧洲和其他地区却并非如此。早期产品大幅降低燃油效率和功率，近年来自排变速器显著地提高燃油效率但是仍然低于手动变速器。
多数自动变速器有一组可选的变速范围，而无级变速器则能连续改变传动比。此种自动变速器在摩托车上已有数十年的应用，但因為能承受的引擎扭力較小在汽车上应用还比较有限。

## 液力式自动变速器

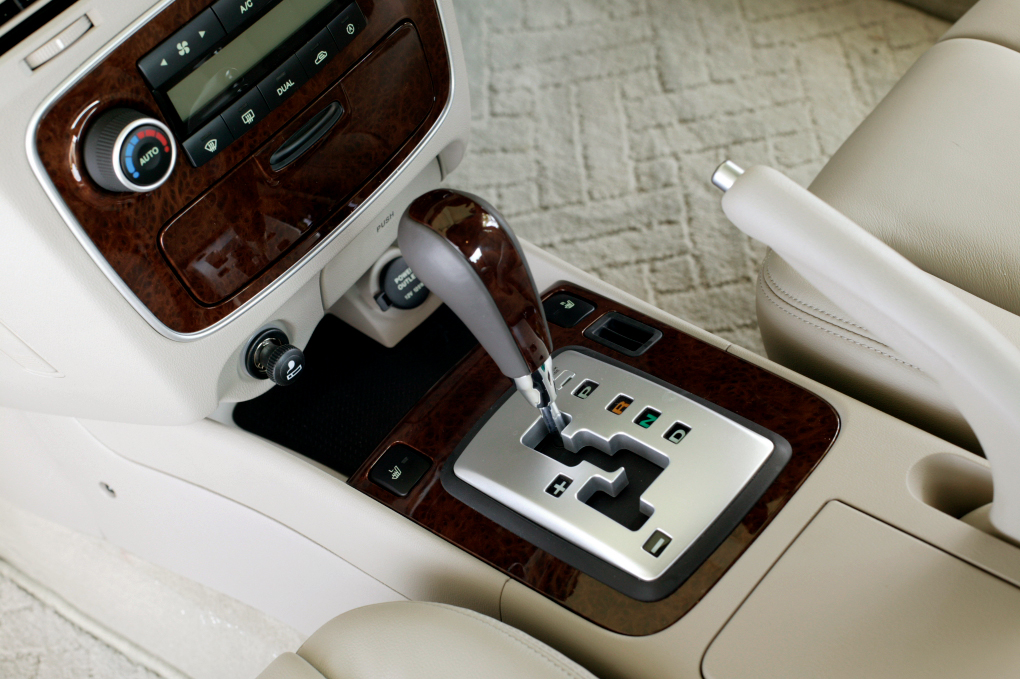
現代索納塔的自动变速器

液力式自动变速器（Hydraulic Automatic Transmissions）是目前汽车自动变速器的主流，应用最为广泛，平时称AT（本应是各种自动变速器的总称）一般即指此种类型。液力机械式自动变速器通常使用液力耦合器或液力变矩器，再加上一套行星齿轮机构来传递动力。

### 系统组成

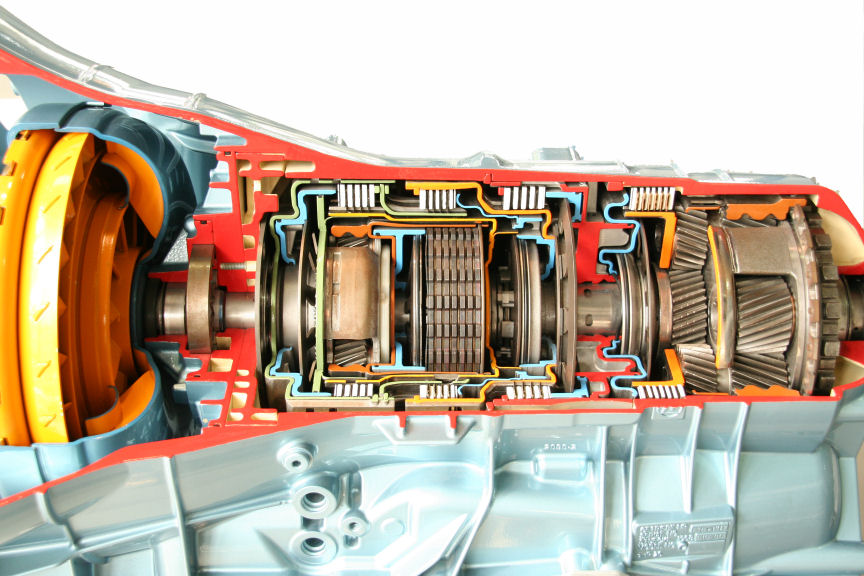
ZF 6HP26六速自动变速器内部结构

- 液力传动系统：液力变矩器或液力耦合器连接发动机和齿轮变速系统，在功能上相当于机械式离合器。由于液力耦合器不能改变转矩的大小，且不能使发动机与传动系彻底分离，现在已基本被淘汰。[1][2][3]
- 机械式齿轮变速系统：多数是行星齿轮机构，也有少数是固定轴线式齿轮机构。一般具有三、四个挡的自动变速器至少需要两排行星齿轮机构。
- 液压操纵系统：液压油在油泵的驱动下，推动各种离合器和制动器，使变速器自动地换入各个挡位。
- 电子控制系统：偵測器测出车速、发动机负荷等参数，转换为電子訊號。引擎控制單元根据这些信号做出是否需要换挡的判断。

### 发展历史
世界上第一台用于大规模生产的的全自动变速器是通用汽车公司在1940年代生产的Hydra-Matic，这台变速器使用液力耦合器（而不是液力变矩器）和三排行星齿轮提供四个前进挡和一个倒挡。Hydra-Matic最初被装于奥兹莫比尔汽車，而后凯迪拉克和庞蒂克也采用这种变速器。
自动变速器最重要的改进是在二战期间，别克汽車为坦克开发出液力变矩器，有助於避免坦克在戰場上因換挡不慎而造成引擎熄火，到1948年，这种液力变矩器与其它部件结合成为液力变速器而定型成为现在通用的自动变速器。
1968年法国雷诺汽車公司率先在自动变速器上使用电子元件。
1970年代，美国每年生产的600万～800万辆轿车中，自动变速器的装备率已超过90%。2015年本田汽車率先發表十前速自排，2016年福特和雪佛兰車廠也先後推出十前速自排，挡位愈多每個挡位之間的齒輪比落差愈小，可減少換挡震動和減緩升挡時扭力衰退的時間，或在最後幾個挡位使用更省油的齒輪比。

## 挡把与挡位模式

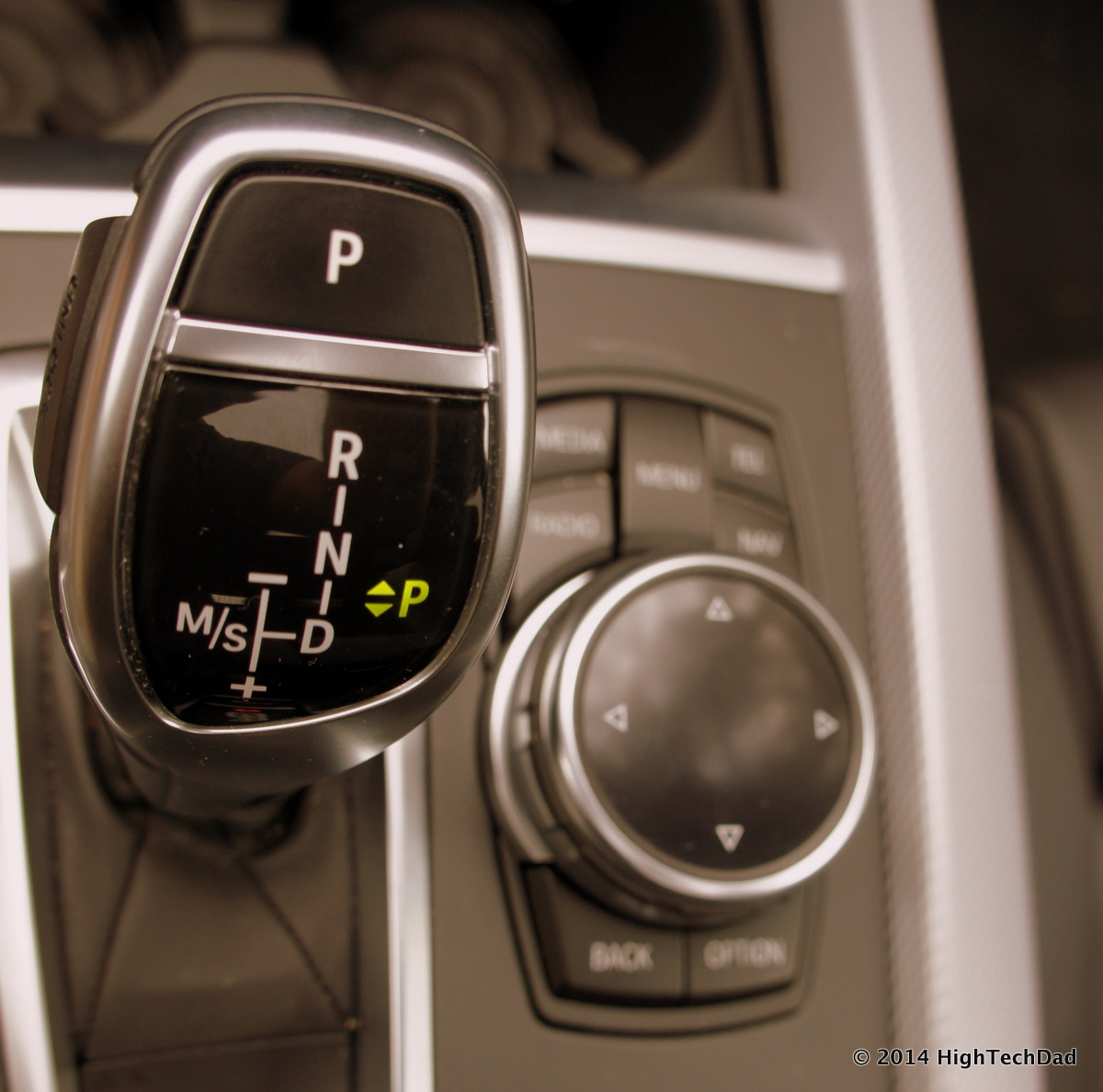
寶馬X5的自动挡挡把

驾驶装有自动变速器的汽车时，驾驶员需要通过操纵挡把来改变挡位模式。这个过程常俗称为“换挡”，但它并不同于手动变速器的换挡过程，因为操纵挡把并不选定特定的挡位，只选定挡位模式，而换挡过程是由自动变速器自动完成的。不同的自动变速器设定的挡位模式并不相同，但多数都会有以下几个挡位：P（駐车挡）、R（倒车挡）、N（空挡）、D（前进挡）、S（低速2挡）、L（低速1挡）。
P (Park)
选择该挡位时，变速器中的駐車勾將齒輪锁住，汽车无法移动。此时应同时将手煞車拉紧，只有这样才能完全锁住轮胎穩固車身，可延长变速器和驻车装置的寿命。为防止变速器中的齒輪受损，应等汽车彻底停稳之后，再排入该挡。
R (Reverse)
选择该挡位时，变速器倒挡齿轮被结合，驱动汽车向后行。应等汽车彻底停稳之后，再排入该挡。
N (Neutral)
选择该挡位时，变速器中的齒輪分離，是為空挡。拖车时應使用N，否則變速箱會損壞。
D (Drive)
D挡是最常用的行驶挡位，稱為前進挡，汽车在该挡位下能在一定挡位范围内自动换挡，不同的自动变速器的挡位数会有所不同，其中以6个（尤其手自动）、8个挡位最为常见。从1990年代至今生产的汽车则主要以至少四个前进挡位为主。
2 或 S (Second)
属前进低挡，在该挡位下，变速器只能在1挡和2挡这两个低挡位间自动换挡。当汽车在不良路面（如冰雪覆盖路面等路面附着条件差的路面）上行驶或行駛緩升坡及緩降坡的时候可选择该挡位。
1 或 L (Low)
亦属前进低挡，在该挡位下，汽车只能以1挡行驶。该挡位同2速挡一样适用于不良路面和緩升坡及緩降坡時使用。

## 安全性設計
為了防止非預期加速發生，除了較早期車輛外，現今大多數自排車輛具有下列安全方面的設計：
- 排挡桿位於在P挡及N挡以外挡位時，無法發動引擎。
- 駕駛人未踩煞車時，無法排入D挡。
- 避免誤觸排挡桿或排入錯誤挡位，從P挡排至R挡、N挡等需要按下挡位釋放鈕才可入挡，但排挡桿移動路徑非直線的車款，如1980年代賓士汽車以及多数丰田汽车的鋸齒式自動排挡，模仿手排變速箱的拐動換挡動作，則沒有挡位釋放鈕。

## 控制开关
装有自动变速器的汽车通常还提供了许多控制开关，用以控制汽车的行驶状态。比较常见的控制开关如下：
- 超速傳動（超比）挡开关（O/D）：自动变速器的最高挡通常是超比挡，該挡位齒輪比（減速比）低於一，也就是該挡位將引擎扭力放大倍數變成低於一倍，有助於省油，但不利於加速。超比开关关闭后，D挡行驶时，自动变速器将无法换入超比挡。通常在上坡及路面状况不良时应考虑将此开关关闭。
- 模式选择开关：目前多数自动变速器都会提供模式选择开关，在不同的模式下，自动变速器的换挡规律不同，因而其性能会有所差异。常见的模式有以下几种：
  - 经济模式（ECONOMY MODE）：在此模式下，自动变速器具有较高的燃油经济性，节油性能佳。入此模式行駛變速箱會提早升挡。
  - 动力模式（POWER MODE）：又稱「運動模式」（SPORT MODE），在此模式下，发动机常在大功率范围内运转，使汽车具有较高的动力性能和爬坡能力。入此模式行駛變速箱會延後升挡。
  - 标准模式（NORMAL MODE）：亦称普通模式。此模式兼顾经济性和动力性。
- 强制降挡（KICK-DOWN）开关：当加速踏板的位置超过节气门全开的位置时，此开关接通，变速器自动下降一个挡位，以提高汽车的加速性能。
- 保持开关，亦称挡位锁定开关或手动换挡开关。部分装有自动变速器的汽车提供此开关，选定後，变速器不能自动换挡，驾驶员通过操纵挡把（此时挡把成为换挡杆）手动选择挡位。

## 与手动变速器的比较

### 优点
- 免去离合器操作和频繁的换挡，使得操作简便。特別在壅塞的市區路段與山路，可降低駕駛人的負擔。
- 能自动适应行驶阻力的变化，在一定范围内实现无级变速。
- 汽车在起步和加速时更加平稳。
- 可避免因外界负荷突然增加而造成发动机熄火的现象。
- 由於變速原理採用行星齒輪減速的方式，所以製造技術精密的情況下，可不增加體積和質量來提升挡位數（目前已成功開發9速變速箱，體積和質量卻與6速變速箱差異不大）。
- 一些設計良好的自排變速箱，已經比手排變速箱省油。
- 於商用車輛上使用自排變速箱能夠減少職業司機工作負擔，例如巴士、計程車等。

### 缺点
- 構造精密複雜，生产成本较高，维修不便。
- 传动效率較低，油耗较大。（CVT及雙離合自手排有自排的方便性、但傳輸效率比傳統自排更接近手排，若考慮到駕駛技術問題，整體效率可能會超越手排）
- 引擎煞車（檔煞）的效果較差。
- 对于汽车驾驶爱好者来说会减少操控所带来的快感，起步加速亦遜於手排。
- 电池电量耗尽时无法依靠推车来发动引擎。

## 无级变速器

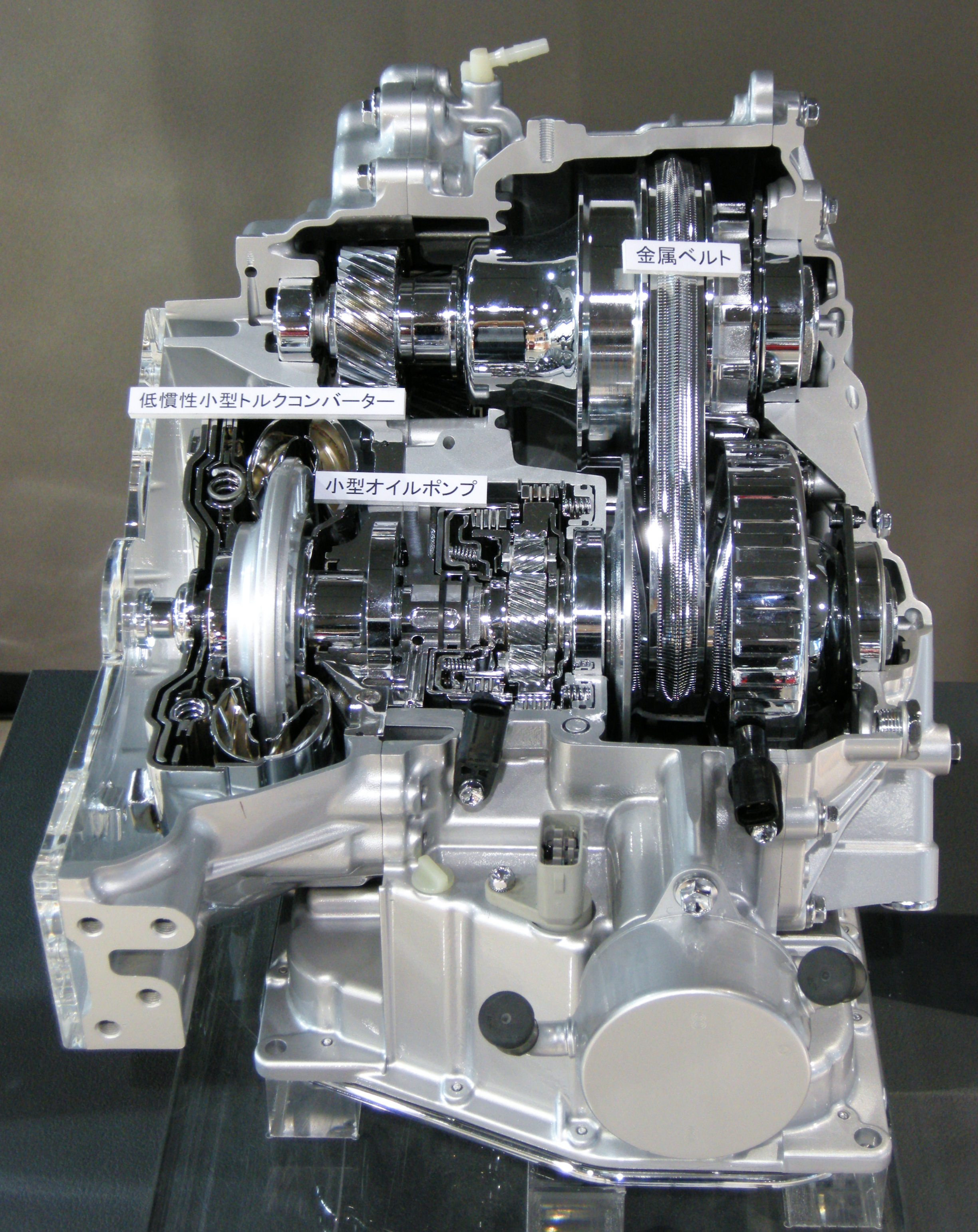
鋼帶型CVT

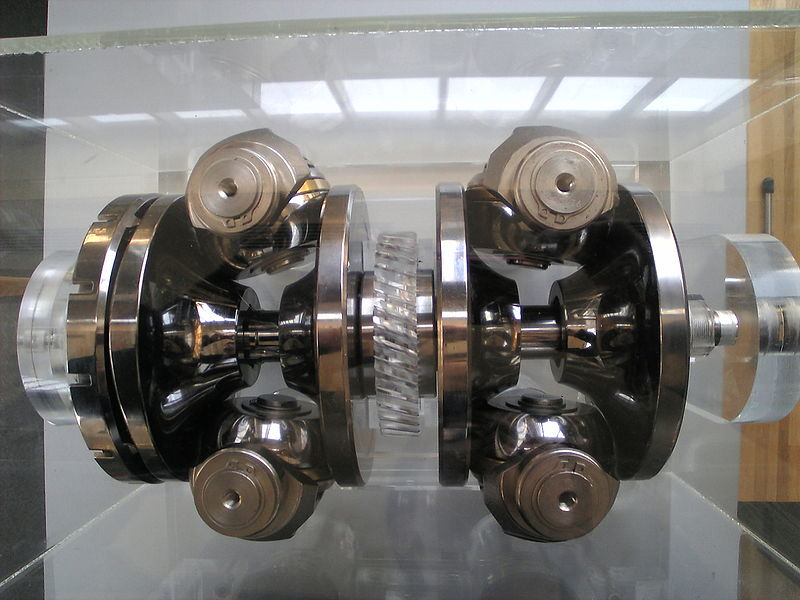
碟盤型CVT

相對於液力式變速箱，CVT大都利用鋼帶及滾輪間的摩擦力傳動。由於使用鋼帶與齒輪，所以能利用循序漸進的改變齒輪的半徑，來達到接近無段控制齒輪比的目的。CVT的優點很多，例如由於使用鋼帶及滾輪傳動，所以動力的傳遞比液力式變速箱直接，損失的動力也比較少；而舒適性也不在話下，因為能無段控制齒輪比，所以不會出現討厭的頓挫感。過去由於驅動鋼帶強度問題，这种变速器只在少数動力較小的车辆上装配。現在，慢慢的也出現了強度不錯的滾輪轉盤式CVT變速箱，例如Audi的CVT變速箱，搭配電腦控制手排離合器，加上高強度鋼帶驅動，動力損失小；日本車的CVT如速霸陸和Nissan的CVT原本是使用電磁式磁粉離合器，但故障率較高，後來則大都採用CVT搭配傳統扭力轉換器，動力損失較多。義大利飛雅特的CVT如Selecta則採用油壓驅動多片式摩擦離合器。速克達機車的CVT變速箱則採用離心式離合器，但能負荷的重量較輕。